# Halowe Mistrzostwa Świata w Lekkoatletyce 2018 – bieg na 3000 m kobiet
Bieg na 3000 metrów kobiet – jedna z konkurencji biegowych rozgrywanych podczas halowych lekkoatletycznych mistrzostw świata w National Indoor Arena w Birmingham.
Tytuł mistrzowski obroniła Etiopka Genzebe Dibaba, zdobywając tym samym trzeci tytuł z rzędu na tym samym dystansie.

## Terminarz
| Data    | Godzina |       |
| ------- | ------- | ----- |
| 1 marca | 20:15   | Finał |

## Wyniki
| WR – rekord świata \| CR – rekord mistrzostw świata \| NR – rekord kraju \| AR – rekord kontynentu \| WL – najlepszy wynik na listach światowych w sezonie 2018 \| SB – najlepszy wynik w sezonie \| PB – rekord życiowy |

### Finał
Źródło: IAAF
| Pozycja | Zawodniczka             | Reprezentacja     | Czas    | Uwagi |
| ------- | ----------------------- | ----------------- | ------- | ----- |
| 01 !    | Genzebe Dibaba          | Etiopia           | 8:45,05 |       |
| 02 !    | Sifan Hassan            | Holandia          | 8:45,68 |       |
| 03 !    | Laura Muir              | Wielka Brytania   | 8:45,78 |       |
| 4.      | Hellen Obiri            | Kenia             | 8:49,66 |       |
| 5.      | Shelby Houlihan         | Stany Zjednoczone | 8:50,38 |       |
| 6.      | Fantu Worku             | Etiopia           | 8:50,54 |       |
| 7.      | Konstanze Klosterhalfen | Niemcy            | 8:51,79 |       |
| 8.      | Katie Mackey            | Stany Zjednoczone | 8:56,62 |       |
| 9.      | Dominique Scott         | Południowa Afryka | 8:59,93 |       |
| 10.     | Eilish McColgan         | Wielka Brytania   | 9:01,32 |       |
| 11.     | Geneviève Lalonde       | Kanada            | 9:03,91 |       |
| 12.     | Meraf Bahta             | Szwecja           | 9:05,94 |       |
| 13.     | Claudia Bobocea         | Rumunia           | 9:23,70 |       |
| 14.     | Tamara Armoush          | Jordania          | 9:45,68 |       |